# British Transport Commission
La British Transport Commission (BTC) è stata creata da Clement Attlee come parte del suo programma di nazionalizzazione, per controllare ferrovie, canali e trasporto merci in Gran Bretagna (l'Irlanda del Nord aveva il suo organismo l'Ulster Transport Authority). Il suo compito generale ai sensi del Transport Act 1947 era quello di fornire "un sistema pubblico efficiente, adeguato, economico e adeguatamente integrato di trasporto terrestre e strutture portuali in Gran Bretagna per passeggeri e merci, escluso il trasporto aereo. BTC ha iniziato ad operare il 1º gennaio 1948.

## Presidenti
- 1947 – 1953: Sir Cyril Hurcomb
- 1953 – 1961: Gen. Sir Brian Robertson, Bt.
- 1961 – 1963: Dr. Richard Beeching